# Fédération anarchiste ibérique
Pour les articles homonymes, voir FAI et Fédération anarchiste.
La Fédération anarchiste ibérique (FAI) (en espagnol Federación Anarquista Ibérica) est une organisation spécifique espagnole fondée clandestinement à Valence, lors d'une conférence péninsulaire, les 25 et 26 juillet 1927.
La FAI se déclare internationaliste et antiétatique. Elle conçoit l’insurrection anticapitaliste comme un moyen dont le but est l’instauration du communisme libertaire.
Face à l'hétérogénéité des militants qui composent la Confédération nationale du travail, elle se donne pour mission de combattre le « réformisme » et de défendre « la pureté » des principes de l'anarchisme.

## Histoire
La Fédération anarchiste ibérique (FAI) est créée à la suite de l'initiative du deuxième Congrès de la Fédération des groupes anarchistes de langue espagnole en France (Marseille, mai 1926). Influencé par l'exemple de la Fédération ouvrière régionale argentine, l'objectif est de renforcer le caractère anarchiste de la Confédération nationale du travail en créant des comités mixtes associant des membres de la FAI et de la CNT afin d'éloigner le syndicat de l'influence des groupes politiques républicains.
Le terme ibérique se réfère à sa volonté d'unifier le mouvement anarchiste portugais et espagnol dans une organisation pan-ibérique. Les membres de l'Union anarchiste portugaise, l'organisation spécifique portugaise affiliée à la FAI, et de la Confédération générale du travail, section portugaise de l'AIT, participent ainsi aux réunions de la FAI, y compris au Congrès de Saragosse de la CNT en 1936.
La FAI s'oppose de façon déterminée au groupe mené par Ángel Pestaña et Joan Peiró qui a réussi la réorganisation de la CNT en 1930-1931 en structurant les fédérations nationales de l'industrie et en tentant d'obtenir une certaine reconnaissance de la part des républicains. Par son opposition aux signataires du Manifeste des Trente, la FAI prend finalement le contrôle de la CNT.

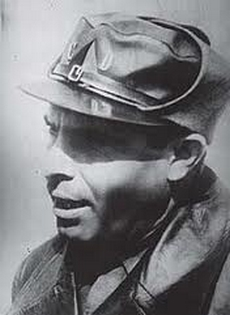
Buenaventura Durruti

Le groupe Nosotros (Buenaventura Durruti, Joan García Oliver, Francisco Ascaso et Ricardo Sanz) dirige de fait la FAI et mène plusieurs tentatives révolutionnaires en 1931-1932. Les mouvements insurrectionnels provoqués par la FAI sont mis en échec en janvier, mai et décembre 1933.
En janvier de cette même année elle décrète l'incompatibilité entre militer dans ses rangs et appartenir à la franc-maçonnerie. Elle appelle à l'abstention lors des élections de novembre de la même année. Ces échecs successifs provoquent l'opposition au sein même de la FAI de militants tel Diego Abad de Santillán.
En 1935-1936, la FAI est divisée par de fortes controverses sur une éventuelle alliance avec les forces politiques de gauche, défendue en particulier par Federico Urales et le groupe de La Revista Blanca, et sur le futur programme social de le CNT. Celle-ci adoptera finalement lors du Congrès de Saragosse en mai 1936, un projet de communisme libertaire.

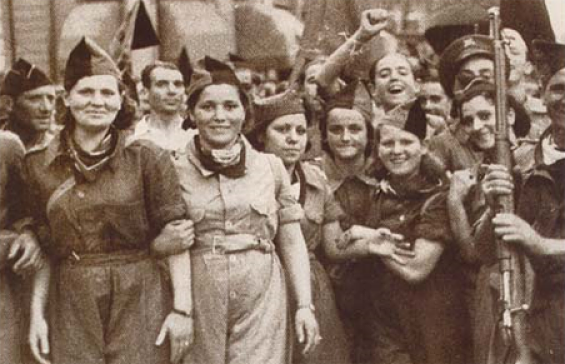
Miliciennes de la CNT-FAI lors de la Révolution sociale espagnole de 1936.

Au début de la révolution sociale espagnole de 1936, la majorité des membres du groupe Nosotros sont engagés dans des responsabilités militaires. L'entrée de ministres anarchistes au gouvernement va provoquer une nouvelle crise.
Après les journées de mai 1937 à Barcelone, en juin, la FAI s'unit organiquement à la CNT dans un nouveau groupement régional et dès sa création, en juillet, elle est partie intégrante du Mouvement libertaire espagnol.
La FAI affirme avoir rassemblé 30 000 membres en 1936 et 150 000 en 1937.

## Presse
Ses organes de presse principaux étaient Tierra y Libertad (Barcelone), Nosotros (Valence) et El Libertario (Madrid).
Tierra y Libertad paraît comme hebdomadaire et devient quotidien au cours de la révolution sociale espagnole de 1936. Imprimé au Mexique par des anarchistes espagnols ayant émigré sous Franco, Tierra y Libertad est à nouveau réédité en Espagne à partir de 1977.
Aujourd’hui, la FAI édite le mensuel Tierra y Libertad en castillan et la revue Cuardernos de Acçao directa en portugais.

## Hymne
L'hymne de la FAI a pour titre Hijos del pueblo (Fils du peuple), écouter en ligne.

### Articles
- Freddy Gomez, César M. Lorenzo - Le mouvement anarchiste en Espagne, Le Monde libertaire, 14-20 septembre 2006, lire en ligne.

### Ouvrage de fiction
- Lydie Salvayre, Pas pleurer, Paris, Le Seuil, Prix Goncourt 2014[7].

## Documents vidéos
- Richard Prost, Un autre futur : L'Espagne rouge et noir (1990) et Contre vents et marées (1995), 151 min, Les films du village, voir en ligne.
- Juan Gamero, Vivir la utopía (Vivre l'utopie), 96 min, TV Catalunya, 1997, voir en ligne.

## Notices
- Encyclopédie Universalis : articles.
- René Bianco, 100 ans de presse anarchiste : notice.
- (ca) « Federació Anarquista Ibèrica », Gran Enciclopèdia Catalana, sur enciclopedia.cat, Barcelone, Edicions 62..
- (es) Miguel Iñiguez, Esbozo de una Enciclopedia histórica del anarquismo español, Fundación de Estudios Libertarios Anselmo Lorenzo, Madrid, 2001, p. 211-213.

### Membres de la FAI
- Alicia Dorado
- Buenaventura Durruti
- Lola Iturbe
- Soledad Gustavo
- Juan Manuel Molina Mateo
- Émilienne Morin
- Isaac Puente Amestoy
- Manuel Joaquim de Sousa